# Caroline Albertine Minor
Caroline Albertine Minor, född  25 oktober 1988 i Köpenhamn på Själland, är en dansk författare. Minor har studerat antropoplogi och gått da:Forfatterskolen vid Köpenhamns Universitet. Minors novellsamling Välsignelser  nominerades till Nordiska rådets litteraturpris 2018. Minors böcker har översatts och getts ut i ett tiotal olika länder.

## Priser och utmärkelser
- 2017 – Danske Skønlitterære Forfatteres pris Den svære Toer, för Velsignelser
- 2017 – Michael Strunge-prisen för Velsignelser
- 2018 – P.O._Enquists_pris för Velsignelser[7]
- 2021 – The O. Henry Prize[8]